# Ysaora Thibus
Ysaora Jennifer Thibus (ur. 22 sierpnia 1991 w Les Abymes, Gwadelupa) – francuska florecistka, srebrna medalistka olimpijska i wielokrotna medalistka mistrzostw świata.
W 2011 roku zdobyła brązowy medal indywidualnie na mistrzostwach świata juniorów w Jordanii.
W 2012 roku uczestniczyła w igrzyskach olimpijskich w Londynie. Indywidualnie wygrała pierwszą walkę w eliminacjach bezpośrednich i osiągnęła tam trzecią rundę. Drużynowo była tam czwarta. Na rozgrywanych cztery lata później igrzyskach w Rio de Janeiro zajęła piątą pozycję w rywalizacji indywidualnej. Brała też udział w igrzyskach olimpijskich w Tokio, gdzie Francuzki w składzie: Ysaora Thibus, Pauline Ranvier, Anita Blaze i Astrid Guyart zajęły drugie miejsce w rywalizacji drużynowej. W zawodach indywidualnych była tym razem dziewiąta.
Wielokrotnie zdobywała medale mistrzostw świata w zawodach drużynowych, w tym srebrne na MŚ w Budapeszcie (2013) i MŚ w Mediolanie (2023) oraz brązowe podczas MŚ w Kazaniu (2014), MŚ w Moskwie (2015), MŚ w Rio de Janeiro (2016), MŚ w Wuxi (2018) i MŚ w Kairze (2022). Ponadto zwyciężała w rywalizacji indywidualnej na MŚ w Kairze (2022), była druga na MŚ w Wuxi (2018) i brązowy podczas MŚ w Lipsku (2017).
Na mistrzostwach Europy w Legnano w 2012 roku zdobyła srebro drużynowo. Na rozgrywanych rok później mistrzostwach Europy w Zagrzebiu była druga drużynowo i trzecia indywidualnie. Następnie zdobywała brąz w drużynie na mistrzostwach Europy w Strasburgu (2014), mistrzostwach Europy w Montreux (2015) i mistrzostwach Europy w Toruniu (2016). Podczas mistrzostw Europy w Tbilisi (2017) zajęła trzecie miejsce indywidualnie, a w 2018 roku ponownie była trzecia w drużynie na mistrzostwach Europy w Nowym Sadzie (2018). Kolejne dwa medale zdobyła na mistrzostwach Europy w Düsseldorfie (2019), gdzie była druga drużynowo i trzecia indywidualnie. Wyniki te powtórzyła na mistrzostwach Europy w Antalyi (2022).
Ponadto zdobyła drużynowo srebrny medal na igrzyskach europejskich w Krakowie w 2023 roku.
Dwukrotna mistrzyni Francji we florecie.
Studiowała prawo i ekonomię na grande école - École supérieure de commerce de Paris. W 2013 roku otrzymała nagrodę Bernard Destremau de l'Académie des sciences morales - wyróżnienie przyznawane corocznie wybitnym sportowcom, którzy potrafią pogodzić karierę sportową ze studiami na wyższej uczelni.

## Londyn 2012
| Runda          | Przeciwnik        | Państwo   | Wynik     |
| -------------- | ----------------- | --------- | --------- |
| Pierwsza runda | wolny los         | wolny los | wolny los |
| Druga runda    | Inna Dierigłazowa | Rosja     | 15:8      |
| Trzecia runda  | Kanae Ikehata     | Japonia   | 11:15     |